# Googleplex

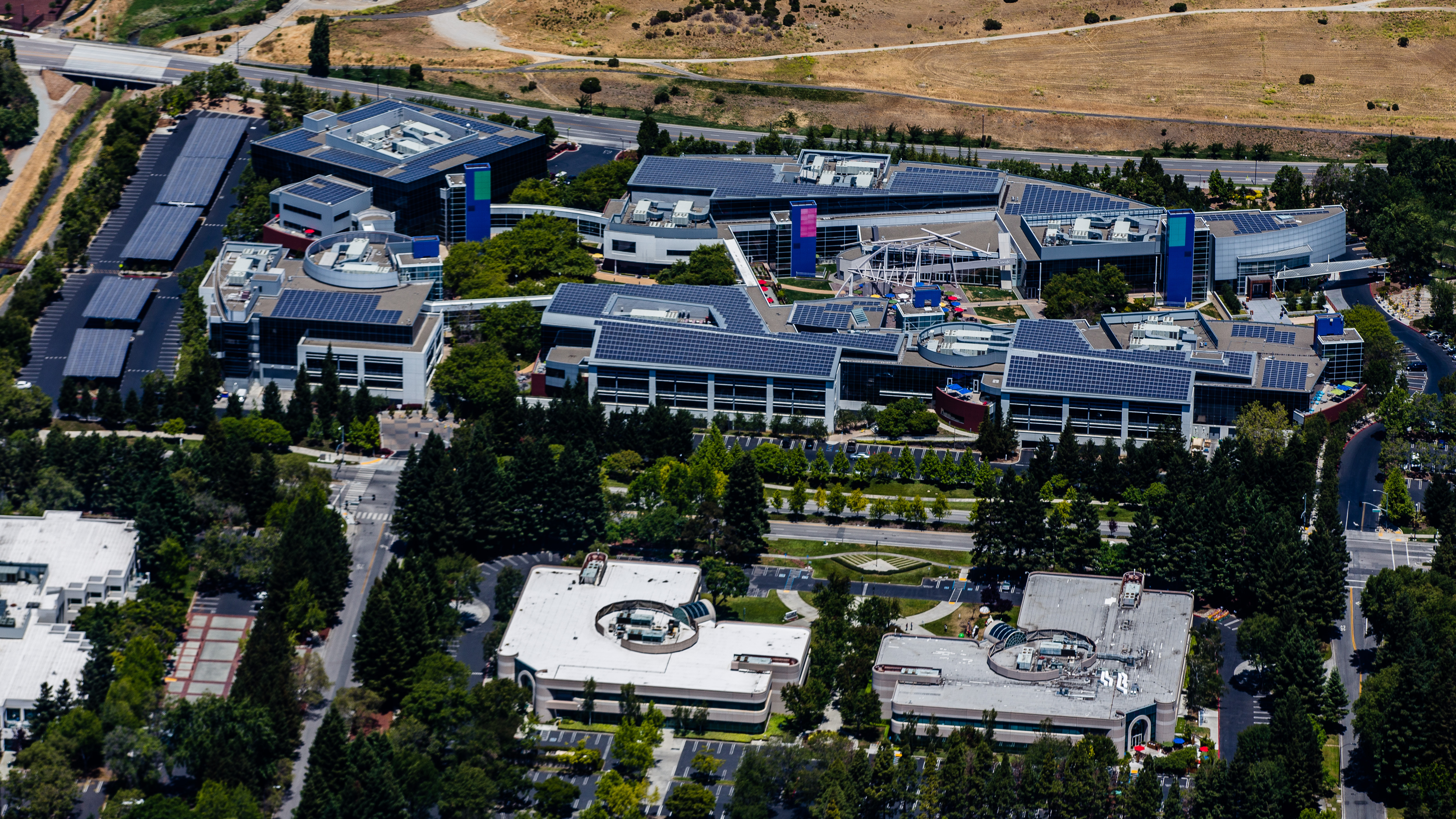
Googleplex

Googleplex — штаб-квартира компанії Google Inc., розташована в місті Маунтін-В'ю, штат Каліфорнія, на території Кремнієвої долини.
Назва є контамінацією слів Google — назви компанії — і complex (в значенні «група будівель»), а також відсилає до назви числа гуголплекс (тобто 1010100).
Перші чотири будівлі були спочатку побудовані для компанії Silicon Graphics в 1997 році; у 2003 році Google взяла їх в оренду, а в 2006 році викупила разом з іншою власністю Silicon Graphics (загальна вартість угоди склала 319 млн дол.)..